# Psilogramma emarginata
Psilogramma emarginata är en fjärilsart som beskrevs av Moore 1857. Psilogramma emarginata ingår i släktet Psilogramma och familjen svärmare. Inga underarter finns listade.